# Gene Broadway – Tanz … oder Liebe?
Gene Broadway – Tanz … oder Liebe? (Originaltitel: J’aurais voulu être un danseur) ist ein Tanzfilm von Alain Berliner aus dem Jahr 2007, der als Koproduktion von Belgien, Luxemburg, Frankreich und Großbritannien entstand.

## Handlung
Im Jahr 2030 stellt ein junger Professor bei einer Vorlesung die These auf, dass man von seinen Eltern nicht nur die Gene erhalte, sondern auch deren Gedanken und Geheimnisse. Diese würden sich in der Kindheit unterbewusst im Hinterkopf einprägen und im Erwachsenenalter dazu führen, dass man das Verhalten seiner Eltern wiederholt. Als Beispiel erzählt der Professor seinen Studenten von einem jungen Mann namens François Maréchal, der 1996 in der Nähe von Paris lebte:
Bei einem missglückten Raubüberfall auf eine Apotheke lernt der ziellose François die Tochter des Apothekers namens Blanche kennen. François, der bereit ist, für Blanche sein Leben zu ändern, macht ihr schon kurz darauf einen Heiratsantrag. Blanche, die in einem Büro arbeitet und von einem einfachen geregelten Leben mit Haus, Kindern und Hund träumt, nimmt den Antrag nach anfänglichem Zögern an. Sie heiraten, bekommen ein Kind und beziehen ein Haus in einer beschaulichen Reihenhaussiedlung. Als François, der nunmehr seit zwei Jahren in einer Videothek arbeitet und gerade zum Manager einer weiteren Filiale befördert wurde, sich auf Empfehlung seines Chefs die DVD von Singin’ in the Rain anschaut, ist er von dem im Regen tanzenden Gene Kelly wie elektrisiert. Auf dem Nachhauseweg beginnt er, ebenfalls im Regen zu tanzen.
Vom Fieber des Stepptanzes ergriffen, nimmt François Tanzunterricht und vernachlässigt dadurch zunehmend seine Arbeit – genau wie einst sein Vater Guy Maréchal. Guy hatte in den 1970er Jahren Singin’ in the Rain im Kino gesehen und kümmerte sich – beseelt vom Traum, ein großer Stepptänzer wie Gene Kelly zu werden – nicht länger um seine Autowerkstatt. Als ihn seine Frau Ariane angesichts ihrer prekären finanziellen Lage aufforderte, das Tanzen an den Nagel zu hängen und wieder in der Werkstatt zu arbeiten, verließ er sie und den gemeinsamen Sohn François Hals über Kopf. Ariane ließ François daraufhin glauben, sein Vater sei tot. Nach einem tödlichen Autounfall seiner Mutter im Jahr 1982 wuchs François bei wohlhabenden Verwandten auf.
François verliert schließlich seinen Job in der Videothek. Während er Blanche glauben lässt, er gehe zu Vorstellungsgesprächen, übt er jeden Tag in seiner Garage das Stepptanzen. Bei einem Casting für ein Musical trifft er auf einen älteren Stepptänzer, in dem er seinen Vater Guy wiederzuerkennen glaubt. Um sich zu vergewissern, dass es sich tatsächlich um seinen Vater handelt, sucht er seine Verwandten auf. Anhand alter Fotos erinnert er sich, wie ihn seine Mutter einst auf einen Friedhof in Belgien mitnahm, und ihm wird klar, dass das dortige Grab eines Guy Maréchal nicht seinem Vater gehörte.
Blanche kommt schließlich dahinter, dass François sie seit Monaten angelogen hat, und stellt ihn zur Rede. Unfähig, in ein geregeltes Leben zurückzukehren, verlässt François daraufhin Blanche und den gemeinsamen Sohn Antoine. Per Brief teilt er Blanche mit, dass sie so tun solle, als ob er tot sei. Auf der Straße, wo François wie besessen vor Passanten steppt, um ein bisschen Geld zu verdienen, trifft er den Castingleiter Titi wieder, der ihn notgedrungen zum Nachtclub eines gewissen Pépé schickt. Vor der Apotheke von Blanches Vater trifft François wiederum auf Blanche, die ein zweites Kind von ihm erwartet. Als Blanche ihn sieht und mit ihm sprechen will, lässt er sie ohne ein Wort stehen. Am Abend sucht er den Nachtclub auf. Dort stellt sich Pépé als sein Vater Guy heraus. Guy, der seinerseits in François seinen Sohn wiedererkennt, lässt ihn kurz darauf auf seiner Bühne als Tänzer auftreten und überlässt ihm zudem seinen alten Künstlernamen „Gene Broadway“.
Als sie eines Abends gemeinsam auf der Bühne steppen, befindet sich auch eine Frau namens Claudia im jubelnden Publikum. In einer Bar erzählt Claudia François von sich und seinem Vater. Sie hätten einst zusammen Stepptanz gelernt und seien zeitweilig ein Paar gewesen. Eines Tages sei Guys Mutter Nicole vorbeigekommen und habe Guy gestanden, dass sein Vater gar nicht im Kongo gestorben sei, wie sie es ihren Sohn hatte glauben lassen. Maurice Maréchal, der sich nach dem Krieg mit einer Brauerei nach oben gearbeitet hatte, habe damals den Stepptanz für sich entdeckt und für seinen Traum, auf der Bühne wie Gene Kelly zu tanzen, alles aufgegeben. Weil er sich mangels Talent der Lächerlichkeit preisgegeben habe, habe er sich schließlich erhängt. Daraus sei dann ein Fluch für seine Familie entstanden. Guy habe daraufhin auch Claudia ohne ein Wort verlassen. Als François später nachdenklich durch die Straßen läuft, befindet er sich plötzlich am Filmset von Singin’ in the Rain. Er möchte mit Gene Kelly sprechen, der seine Familie verflucht habe, wird von einem Polizisten jedoch abgewiesen. Schuld am Unglück seiner Familie sei „das unausgesprochene Geheimnis“.
François kehrt schließlich zu seinem Reihenhaus zurück. Blanche will nun ihrerseits nicht mit ihm reden und fährt wütend davon. Im Kindergarten steckt François seinem Sohn Antoine einen in einem Kuscheltier versteckten Brief zu, der Antoine, wenn er älter ist, über die Geschichte seiner Familie aufklären und ihn davor bewahren soll, die gleichen Fehler zu machen. Blanche, die inzwischen mit einem ihrer Arbeitskollegen zusammen ist, taucht eines Abends überraschend in Guys Nachtclub auf. Sie habe den Brief gelesen, könne François aber nicht verzeihen. Bevor sie sich seinen Auftritt mit Guy anschaut, gestattet sie ihm jedoch, seinen Sohn am Wochenende sehen zu dürfen.
Im Jahr 2030 meint ein Student, sein Professor sei François’ Sohn Antoine. Der Professor gibt vor, dass er sich irre, setzt sich nach der Vorlesung jedoch einen Hut auf und beginnt, enthusiastisch zu steppen. Zusammen mit François, Guy und Maurice tanzt er eine Treppe hinauf, die am Broadway endet.

## Hintergrund

### Vorgeschichte

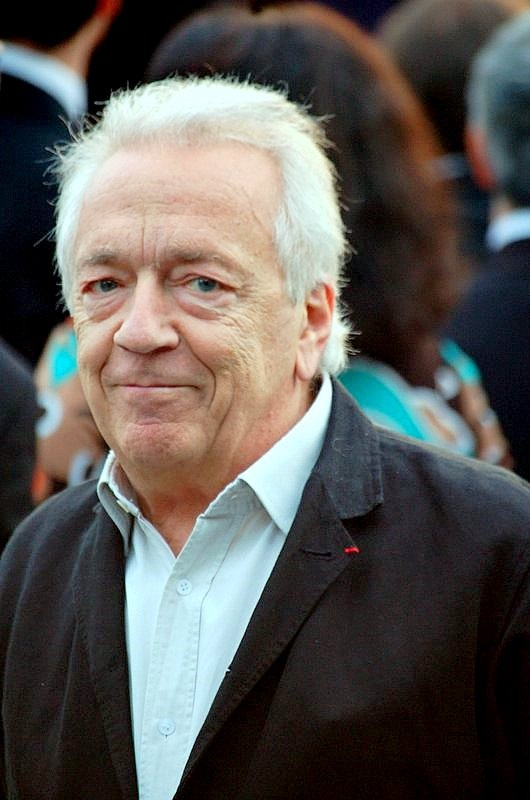
Jean-Pierre Cassel (2006)

Gene Broadway – Tanz … oder Liebe? war einer der letzten Filme des französischen Schauspielers Jean-Pierre Cassel, ehe er im April 2007 an Krebs verstarb. Wie seine Rolle des Guy war auch Cassel seit seiner Jugend begeistert von US-amerikanischen Filmmusicals und versuchte sich im Stepptanz. In dem Pariser Nachtclub Saint-Germain lernte er so in den 1950er Jahren auch Gene Kelly kennen, der Cassels Talent erkannte und ihm eine kleine Rolle in seinem Film Straße des Glücks (1957) anvertraute. Regisseur Alain Berliner zufolge bot sein Film Cassel daher die Möglichkeit, den Kreis zu schließen und an seine Vergangenheit als Tänzer anzuknüpfen.
Hauptdarsteller Vincent Elbaz hatte hingegen keine Erfahrung im Stepptanz und trainierte die Tanzschritte vor Drehbeginn acht Monate lang zusammen mit einem Choreografen.

### Dreharbeiten
Die Dreharbeiten fanden 2005 unter dem Arbeitstitel Broadway dans la tête in Belgien und Luxemburg statt. Gedreht wurde unter anderem in Brüssel, dort etwa an der Place des Barricades, am Boulevard Simon Bolivar und im Quartier Saint-Jacques, sowie in Saint-Josse-Ten-Noode. Für das Szenenbild sorgte Pierre-François Limbosch. Als Kostümbildnerin trat Catherine Marchand in Erscheinung. Für die Choreografien war die Dänin Mette Berggreen zuständig, die zuvor bereits die Tänze von Lars von Triers Dancer in the Dark (2000) choreografiert hatte. Das Budget des Films lag bei rund 5,5 Millionen Euro.

## Musik- und Tanznummern
Die Musik für die einzelnen Tanzszenen steuerte vor allem Marc Collin von der französischen Band Nouvelle Vague bei. Neben eigens für den Film komponierten Songs coverte Collin, wie sonst auch mit seiner Band, mehrere Songs aus den 1980er und frühen 1990er Jahren, um sowohl dem Film als auch dem Stepptanz einen moderneren Anstrich zu verleihen:
- Colore von Les Innocents in einer Coverversion von Marc Collin, gesungen von Silja – François tanzt im Regen mit drei Frauen und ihren bunten Regenschirmen.
- Two Tender Shadows von C. Vervoort und P. Roger, gesungen von Sophie De Meyer – Guy tanzt mit Claudia in der Autowerkstatt.
- She Drives Me Crazy von Fine Young Cannibals in einer Coverversion – François übt zu Hause und in der Videothek das Steppen.
- Cyd Charisse von Marc Collin, gesungen von Phoebe Killdeer – François steppt in der Garage und stellt sich dabei vor, mit Cyd Charisse zu tanzen.
- Souris puisque c’est grave von Alain Chamfort in einer Coverversion von Marc Collin, gesungen von Silja – François steppt auf der Straße vor Passanten.
- Pump Up the Jam von Technotronic in einer Coverversion von Marc Collin, interpretiert von L. Collins – François steppt mit drei Frauen auf der Bühne von Guys Nachtclub.
- Broadway von Marc Collin, gesungen von Jean-Pierre Cassel – Guy singt und steppt in seinem Nachtclub und holt François zu sich auf die Bühne, wo sie gemeinsam steppen.
- Final von Marc Collin – Antoine, François, Guy und Maurice steppen zusammen und tanzen eine weiße Treppe hinauf.

## Rezeption

### Veröffentlichung
Gene Broadway – Tanz … oder Liebe? wurde am 25. April 2007 in Belgien uraufgeführt. Am 29. August 2007 kam der Film in die französischen Kinos. Am 24. September 2007 wurde er auch auf dem Copenhagen International Film Festival gezeigt. In Deutschland wurde er erstmals am 7. März 2008 auf DVD veröffentlicht.

### Kritiken

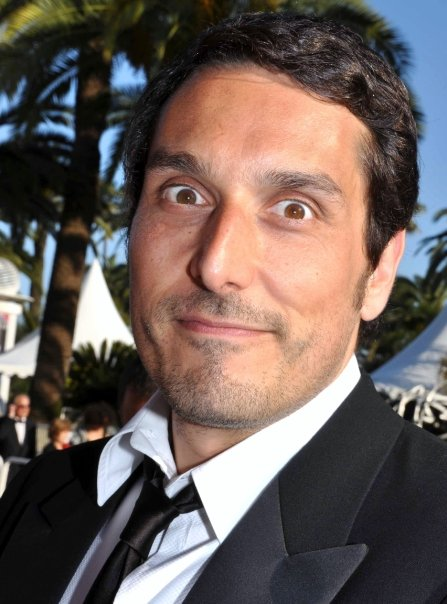
Vincent Elbaz (2009)

L’Express konstatierte, dass Alain Berliner bereits mit seinen Filmen Mein Leben in Rosarot (1997) und Tiefe der Sehnsucht (2000) ein Faible für skurrile und traumhafte Szenarien gezeigt habe. Die „schöne“, sich über drei Generationen erstreckende Geschichte von Gene Broadway – Tanz … oder Liebe? werde in erster Linie von den Darstellern „getragen“, insbesondere von Vincent Elbaz, der ein „ausgezeichneter Tänzer und Schauspieler“ sei, sowie von Jean-Pierre Cassel und Cécile de France. Die Regie könne dagegen nicht überzeugen. Der Film leide unter den nicht sehr flüssigen Übergängen der einzelnen Zeitebenen und unter der viel zu plakativen Botschaft, dass man seine Träume ausleben müsse. Der Regisseur hätte sich stattdessen auf das Erzählen der eigentlichen Geschichte konzentrieren sollen.
Le Monde zufolge springe der Film zwischen den Epochen und verschiedenen Genres hin und her, „ohne jemals seinen Rhythmus zu finden“. Die Körpersprache eines Jean-Pierre Cassel in einer seiner letzten Rollen wisse der Zuschauer durchaus zu schätzen. Im Vergleich zu Cassel wirke Vincent Elbaz in seinen Bewegungen eher schwerfällig. Der Film ziehe rührend den Hut vor Jean-Pierre Cassel, der neben seiner Schauspieltätigkeit auch ein angesehener Tänzer gewesen sei, schrieb Le Journal du Dimanche. Hauptdarsteller Vincent Elbaz bemühe sich zwar „aufrichtig“, in seiner Rolle „glaubwürdig zu sein“, doch schade dem Film „die Armseligkeit seiner Choreografien und sein unfreiwilliger Kitsch“.
Das Lexikon des internationalen Films zeigte sich versöhnlicher und bezeichnete den Film als eine „[l]iebevolle Hommage an die großen Stepptänzer des Hollywood-Musicals sowie an den französischen Regisseur Jacques Demy“. Vincent Elbaz mangle es zwar an Charisma und er könne „nicht immer […] überzeugen“, doch werde dies durch „souveräne Nebendarsteller und die stimmungsvolle Fotografie“ wieder ausgeglichen.

## Deutsche Fassung
Die deutsche Synchronfassung entstand bei der Elektrofilm in Berlin. Das Dialogbuch schrieb Stephan Hoffmann, der auch die Dialogregie übernahm.
| Rolle              | Darsteller         | Synchronsprecher  |
| ------------------ | ------------------ | ----------------- |
| François           | Vincent Elbaz      | Jaron Löwenberg   |
| Blanche            | Cécile de France   | Gundi Eberhard    |
| älterer Guy / Pépé | Jean-Pierre Cassel | Kaspar Eichel     |
| Ariane             | Circé Lethem       | Ghadah Al-Akel    |
| junger Guy         | Pierre Cassignard  | Tobias Kluckert   |
| Claudia            | Jeanne Balibar     | Anke Reitzenstein |
| Tony               | Éric Godon         | Peter Reinhardt   |